# Bandeira da Nigéria
A bandeira da Nigéria foi concebida em 1959 e hasteada oficialmente pela primeira vez a 1 de Outubro de 1960.

## História
Em 1959, um concurso foi organizado para definir a futura bandeira da Nigéria. Entre 2870 propostas,  venceu o desenho de um estudante de Ibadan, Michael Taiwo Akinkunmi.
O verde representa a agricultura; o branco, a paz e a unidade (« Paz e Unidade » foi o primeiro lema da Nigéria).

## Dimensões
A largura da bandeira é duas vezes maior que a altura. As dimensões oficiais são:
|         | Largura | Altura |
| ------- | ------- | ------ |
| Grande  | 2,40 m  | 1,21 m |
| Média   | 1,80 m  | 0,90 m |
| Pequena | 0,90 m  | 0,40 m |